# Sophiulus lomondus
Sophiulus lomondus är en mångfotingart som beskrevs av Chamberlin 1941. Sophiulus lomondus ingår i släktet Sophiulus och familjen Parajulidae. Inga underarter finns listade i Catalogue of Life.